# Dobunnes
Els dobunnes (llatí Dobunni) foren un poble celta de Britànnia esmentat per Claudi Ptolemeu dues vegades: la primera com a veïns orientals dels silurs, on diu que la seva capital era Corineum (Cirencester); la segona diu que vivien al nord dels belgues i que una de les seves ciutats era Hot Springs (Hudata Therma), és a dir el Gloucestershire. Probablement són el mateix poble que els Bodunis esmentats per Dió Cassi.